# Masacrul de la Novi Sad
Masacrul de la Novi Sad a fost o crimă de război comisă de Puterile Axei împotriva populației din Novi Sad în timpul celui de-al Doilea Război Mondial. 1246 de civili locali (majoritatea evrei sau sârbi) au fost uciși între 21 și 23 ianuarie 1942 de unitățile maghiare sub comanda generalului Ferenc Feketehalmy-Czeydner. Cadavrele au fost apoi aruncate în Dunăre.
Potrivit investigațiilor Centrului Simon Wiesenthal, 15 autori ai armatei și jandarmeriei maghiare, printre care și Sándor Képíró au fost implicați în masacru.

## Istoric
În aprilie 1941, trupele germane, cu sprijinul armatelor italiene și maghiare, au ocupat Iugoslavia în campania din Balcani și au împărțit țara. Bácska (în maghiară Bácska), de care aparține și Novi Sad (în maghiară Újvidék), a fost anexată de Ungaria.
În ianuarie 1942, partizanii iugoslavi au efectuat o serie de operațiuni de sabotaj în zona Novi Sad, ucigând mai mulți jandarmi și soldați maghiari. Șeful de stat major ungar Ferenc Szombathelyi a ordonat apoi o „acțiune de răzbunare” în Bácska, care a fost desfășurată sub conducerea generalului locotenent Ferenc Feketehalmy-Czeydner, a generalului-maior József Grassy, a colonelului László Deák și a căpitanului Jandarmeriei Márton Zöl.
Cele trei batalioane au beneficiat de sprijin din partea poliției locale, jandarmeriei și unităților de pază. În satul Žabalj, în vecinătatea căruia fuseseră observați partizanii, întreaga populație a fost masacrată din ordinul lui Feketehalmys. Un pogrom a avut loc la Novi Sad între 21 și 23 ianuarie, ucigând aproape 800 de oameni, inclusiv 550 de evrei și 292 de sârbi. Numărul total de morți până la sfârșitul acțiunii din 31 ianuarie a ajuns la 4.000.
Masacrul de la Novi Sad a stârnit proteste în Ungaria, inclusiv al liderului partidului de opoziție al micilor fermieri, Endre Bajcsy-Zsilinszky. Feketehalmy a fost pensionat, dar inițial a rămas nepedepsit. La 14 decembrie 1943 a fost deschis un proces împotriva a 15 ofițeri în Ungaria. Feketehalmy-Czeydner a fost condamnat la 15 ani de închisoare, șapte coinculpați au primit pedepse de peste zece ani fiecare. Pe 15 ianuarie 1944, Feketehalmy-Czeydner a fugit la Viena împreună cu alți trei condamnați, unde li s-a dat azil politic. Adolf Hitler nu a dat curs unei cereri de extrădare din partea guvernului ungar.
Feketehalmy-Czeydner a fost luat prizonier de americani în mai 1945 și a fost extrădat în Ungaria împreună cu Szombathelyi în 1945. Un tribunal popular l-a condamnat pe Szombathelyi la închisoare pe viață. În ianuarie 1946, autoritățile maghiare i-au extrădat în Iugoslavia pe Feketehalmy-Czeydner, Szombathelyi, Grassy, Deák și alți militari maghiari. Soldații maghiari extrădați și doi sârbi din Novi Sad au fost condamnați la moarte pentru crime de război și spânzurați la 5 noiembrie 1946 la Žabalj.
Sándor Képíró, care a fost și el implicat în masacru, a reușit să evadeze în Austria în 1945 și a plecat în Argentina în 1948. Mai târziu a locuit la Budapesta și a fost descoperit. Képíró a depus o plângere împotriva șefului Centrului Wiesenthal, după care a fost deschis un proces împotriva lui la începutul anului 2011. Era vorba despre defăimare și instigare la masacru. Pe 5 mai 2011, la Budapesta a fost deschis un dosar împotriva lui Képíró, care s-a încheiat cu achitarea la 18 iulie a aceluiași an. Képíró a murit pe 3 septembrie 2011, la vârsta de 97 de ani, într-un spital din Budapesta.
În 1975, Novi Sad a primit titlul de Oraș Erou al Iugoslaviei. Masacrul este una dintre cele mai discutate crime din Ungaria în timpul celui de-al Doilea Război Mondial și a oferit fundalul mai multor povestiri și filme, precum Zile reci.
 La locul masacrului a fost ridicat un memorial. 